# Karl Ernst Waldstein-Wartenberg
Karl Ernst Waldstein-Wartenberg (celým jménem německy Karl Ernst Maria Josef Adolph Anton Benediktus Felicitas Graf von Waldstein-Wartenberg; česky Karel Arnošt z Waldstein-Wartenbergu, případně Valdštejn-Vartenberk, 31. října 1897 Vídeň – 4. srpna 1985 Vídeň) byl český šlechtic z mnichovohradišťské linie rodu Waldstein-Wartenberg, politik a majitel velkostatku Mnichovo Hradiště. V letech 1930–1985 byl hlavou rodu. V roce 1945 mu byl v Československu zkonfiskován majetek na základě Benešových dekretů.

## Původ a kariéra

Erb Waldsteinů (Valdštejnů)

Narodil se jako syn Adolfa Arnošta hraběte z Waldstein-Wartenbergu (1868–1930) a jeho ženy Sophie z Hoyos-Sprinzensteinu (1874–1922). Měl bratra Josefa Alfreda (1899–1952), který zůstal svobodný.
V roce 1915 si odbyl povinnou vojenskou službu jako tzv. jednoroční dobrovolník u pluku v Krakově. Absolvoval důstojnickou zkoušku, v níž skončil jako druhý nejlepší, úspěšně složil válečnou maturitu a narukoval k jezdecké dělostřelecké divizi č. 7 v Rumunsku. Vystudoval práva. S přáteli podnikl let vzducholodí Graf Zeppelin přes Švýcarsko.
Hlásil se k německé národnosti. V roce 1935 se stal členem Sudetoněmecké strany a v roce 1938 za ni kandidoval ve volbách do zastupitelstva v Doksech na čtvrtém místě. Z této pozice přivítal připojení Sudet k nacistickému Německu. Ve stejné straně byl i jeho švagr Oldřich Ferdinand Kinský (1893–1938), který organizoval společenský program Runcimanovy mise v Československu. Po odstoupení československého pohraničí Německu získal říšskoněmeckou státní příslušnost. Platila pro něj povinnost bojovat v řadách wehrmachtu, ale jako nepostradatelná osoba v zemědělství (Uk-Stellung) nebyl válečně nasazen.
Po válce byl zatčen a odsouzen za členství ve zločinecké organizaci Nacionálněsocialistického svazu letců (Nationalsozialistisches Fliegerkorps, NSFK). Do vazby nastoupil 14. května 1945. Tato organizace navazovala na Svaz německých letců (Verband deutscher Flieger), kterému Waldstein v letech 1934–1938 předsedal. Mimořádný lidový soud v České Lípě za kolaboraci vyřkl 30. dubna 1946 verdikt jednoho roku odnětí svobody, nucených prací, ztráty cti a ztráty majetku. Nebyla mu však prokázána propagace a podpora Sudetoněmecké strany a NSDAP. Polehčující okolností bylo, že u svých zaměstnanců nečinil rozdíl mezi Němci a Čechy a podporoval i české instituce.
Po propuštění s rodinou, která do té doby pobývala na zámku Kozel, odcestoval do Rakouska.

## Majetek

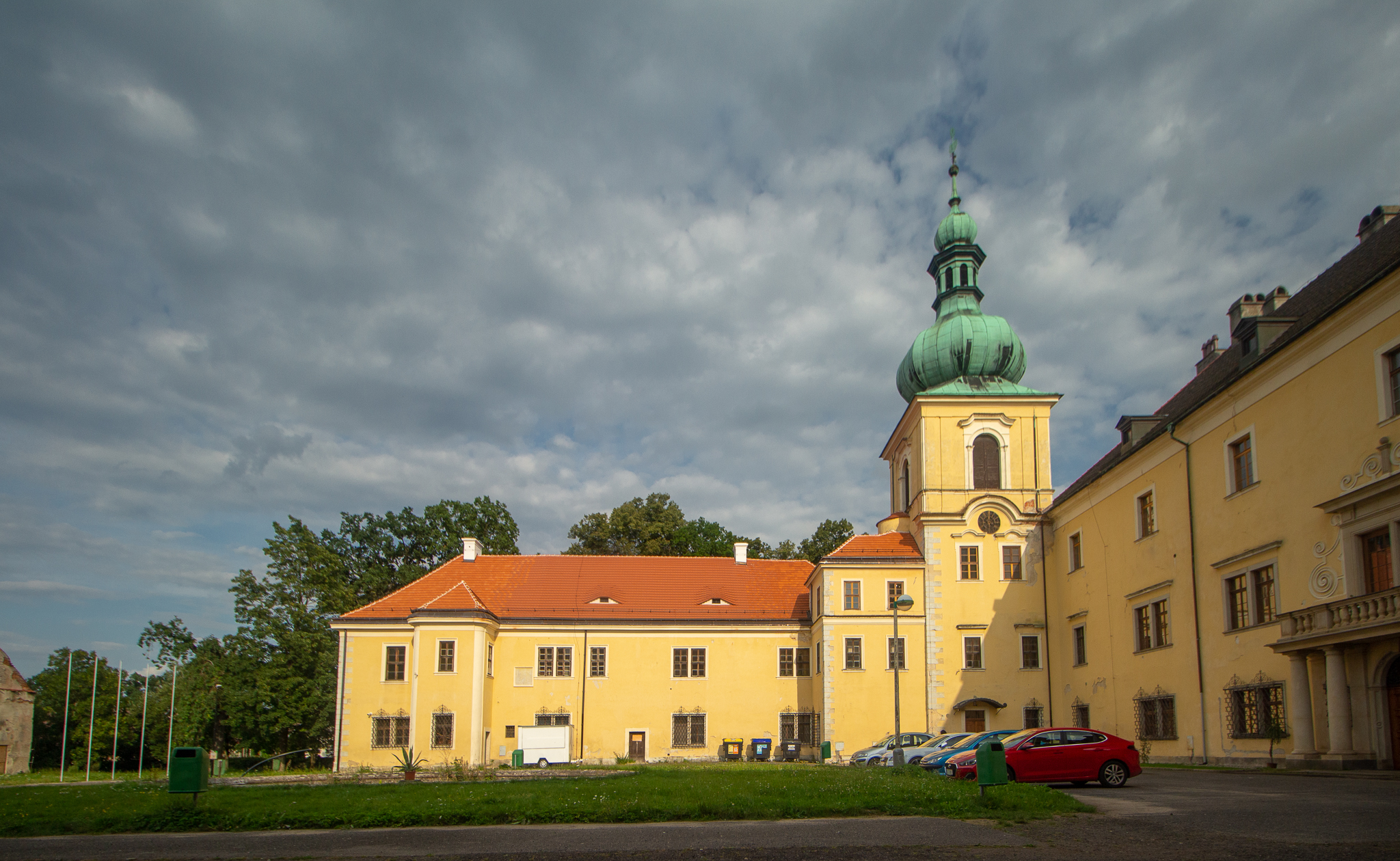
Zámek v Doksech

Jako jeho otec se snažil zvrátit pozemkovou reformu. Po otci zdědil v roce 1930 statky Mnichovo Hradiště, Doksy, Bělá pod Bezdězem, Šťáhlavy a Valdštejnský palác v Praze, které byly zbytkem v roce 1924 zrušeného valdštejnského svěřenství okleštěného pozemkovou reformou. Jednalo se o přibližně 20 tisíc hektarů pozemků. Majetkově se nejprve vyrovnal se svým bratrem Josefem Alfredem. Ten se za jednorázovou sumu 120 tisíc korun, volný byt ve Valdštejnském paláci v Praze a doživotní rentu 24 tisíc ročně vzdal podílu na dědictví.
Pobýval především na zámku v Doksech, léto však rodina často trávila na zámku Kozel.
Na hřbitově v Doksech nechal v letech 1931–1933 zbudovat Valdštejnskou kapli, u které byli pohřbeni jeho rodiče Adolf a Sophie a v roce 2019 také jeho syn Ernst Adolf.
V roce 1934 u příležitosti třísetletého výročí zavraždění Albrechta z Valdštejna (1583–1634) nechal zhotovit nástěnný náhrobník z červenorůžového sliveneckého mramoru s bronzovým reliéfem Valdštejnova poprsí do kaple sv. Anny v Mnichově Hradišti, kde byl vojevůdce pochován.
V roce 1943 byla část zámku v Doksech zabrána pro účely služebního sídla šéfa bezpečnostní policie (Sicherheitspolizei) a bezpečnostní služby (Sicherheitsdienst).

## Rodina
V Heřmanově Městci se 6. září 1920 oženil s Marií Johannou Kinskou (23. února 1900 Vídeň – 19. ledna 1976 Vídeň), dcerou tehdy už nežijícího Ferdinanda hraběte Kinského z Vchynic a Tetova (1866–1916) a jeho manželky Aglaji, rozené princezny z Auerspergu (1868–1919). Její otec byl majitelem Horažďovic a Moravského Krumlova. Marie Johanna byla dámou Řádu hvězdového kříže. Po svatbě za života otce bydleli na zámku Kozel. Narodilo se jim osm dětí, z toho tři synové:
- 1. Sophie (Žofie; * 28. 7. 1921 zámek Kozel u Šťáhlav)
  - ∞ (9. 5. 1945 Mimoň) Franz Karl Hartig (16. 11. 1921 Mimoň – 1. 1. 2004 Salcburk)
- 2. Aglae (Aglaja; 6. 10. 1923 Doksy – 31. 1. 1996 Vídeň)
  - ∞ (7. 3. 1943 Doksy) Franz Joseph Seilern-Aspang (18. 8. 1914 Lešná)
- 3. Ernst Adolf (Arnošt Adolf; 30. 3. 1925 Doksy – 21. 1. 2019 Vídeň; pohřben ve Waldsteinské hrobce na hřbitově v Doksech), obedienční rytíř maltézského řádu, hlava rodu v letech 1985–2019
  - ∞ (11. 11. 1954 Baden, Švýcarsko) Maria Wilhelmine Henckel von Donnersmarck (* 17. 11. 1929 Náklo – 19. 1. 2022 Vídeň; pohřbena ve Waldsteinské hrobce na hřbitově v Doksech)
- 4. Marie Gabriela (24. 12. 1926 Doksy – 8. 4. 1978 Salcburk)
  - ∞ (29. 8. 1947 Stein bei Fehring, rozvedeni 1957) Wambola Heinrich Braunbruck (17. 11. 1919 Salcburk – 23. 3. 1990 Fribourg, Švýcarsko)
- 5. Theresia (Terezie; * 8. 7. 1929 zámek Kozel u Šťáhlav)
  - ∞ (24. 10. 1957 Mariazell) Leo Prüller (* 5. 11. 1928 Reinsberg, Dolní Rakousy)
- 6. Karl Albrecht (Karel Albrecht) / Páter Angelus O. S. B. (13. 1. 1931 Doksy – 27. 12. 2023 Tutzing, pohřben pod Pamětní kaplí v klášteře Ettal[11]), benediktinský mnich v klášteře Ettal
- 7 Franz (František; 12. 9. 1934 Šťáhlavy – 14. 9. 1934 Šťáhlavy; pohřben ve Waldsteinské hrobce na hřbitově v Doksech)
- 8. Marie Elisabeth (Marie Alžběta; 19. 10. 1936 Doksy – 1. 11. 2010 Vídeň)
  - ∞ (3. 1. 1970 Vídeň) John Reginald Underdown Page (13. 9. 1920 Knebworth, Anglie – 11. 1. 1995 Vídeň)

Syn Ernst Adolf se po Sametové revoluci pokusil o podnikatelský projekt na severu Čech v místech, které si do roku 1991 uzurpovala sovětská armáda. Usiloval také o restituce. Vnuk Carl Albrecht Waldstein-Wartenberg (* 1958) se vrátil s rodinou po listopadu 1989 zpět do Česka, získal české občanství a v letech 1997–2005 měl sídlo na zámku v Zalužanech.

## Vývod z předků
|                                       |                                          |  |                  |                                       |  |  |  |  |  |  |  | Arnošt Filip z Valdštejna |
|                                       |                                          |  |                  |                                       |  |  |  |  |  |  |  |                           |
|                                       | Kristián Vincenc z Waldstein-Wartenbergu |  |                  |                                       |  |  |  |  |  |  |  |                           |
|                                       |                                          |  |                  |                                       |  |  |  |  |  |  |  |                           |
|                                       |                                          |  |                  | Antonie Desfoursová                   |  |  |  |  |  |  |  |                           |
|                                       |                                          |  |                  |                                       |  |  |  |  |  |  |  |                           |
|                                       | Arnošt František z Waldstein-Wartenbergu |  |                  |                                       |  |  |  |  |  |  |  |                           |
|                                       |                                          |  |                  |                                       |  |  |  |  |  |  |  |                           |
|                                       |                                          |  |                  | Antonín Josef z Thun-Hohensteinu      |  |  |  |  |  |  |  |                           |
|                                       |                                          |  |                  |                                       |  |  |  |  |  |  |  |                           |
|                                       | Marie Františka z Thun-Hohensteinu       |  |                  |                                       |  |  |  |  |  |  |  |                           |
|                                       |                                          |  |                  |                                       |  |  |  |  |  |  |  |                           |
|                                       |                                          |  |                  | Marie Tereza Vratislavová z Mitrovic  |  |  |  |  |  |  |  |                           |
|                                       |                                          |  |                  |                                       |  |  |  |  |  |  |  |                           |
|                                       | Adolf Arnošt z Waldstein-Wartenbergu     |  |                  |                                       |  |  |  |  |  |  |  |                           |
|                                       |                                          |  |                  |                                       |  |  |  |  |  |  |  |                           |
|                                       |                                          |  |                  | Josef II. ze Schwarzenbergu           |  |  |  |  |  |  |  |                           |
|                                       |                                          |  |                  |                                       |  |  |  |  |  |  |  |                           |
|                                       | Jan Adolf II. ze Schwarzenbergu          |  |                  |                                       |  |  |  |  |  |  |  |                           |
|                                       |                                          |  |                  |                                       |  |  |  |  |  |  |  |                           |
|                                       |                                          |  |                  | Pavlína Karolína z Arenbergu          |  |  |  |  |  |  |  |                           |
|                                       |                                          |  |                  |                                       |  |  |  |  |  |  |  |                           |
|                                       | Marie Leopoldina ze Schwarzenbergu       |  |                  |                                       |  |  |  |  |  |  |  |                           |
|                                       |                                          |  |                  |                                       |  |  |  |  |  |  |  |                           |
|                                       |                                          |  |                  | Mořic Josef z Lichtenštejna           |  |  |  |  |  |  |  |                           |
|                                       |                                          |  |                  |                                       |  |  |  |  |  |  |  |                           |
|                                       | Eleonora Marie z Lichtenštejna           |  |                  |                                       |  |  |  |  |  |  |  |                           |
|                                       |                                          |  |                  |                                       |  |  |  |  |  |  |  |                           |
|                                       |                                          |  |                  | Leopoldina Esterházyová z Galanty     |  |  |  |  |  |  |  |                           |
|                                       |                                          |  |                  |                                       |  |  |  |  |  |  |  |                           |
| Karel Arnošt z Valdštejna-Wartenbergu |                                          |  |                  |                                       |  |  |  |  |  |  |  |                           |
|                                       |                                          |  |                  |                                       |  |  |  |  |  |  |  |                           |
|                                       |                                          |  | Jan Arnošt Hoyos |                                       |  |  |  |  |  |  |  |                           |
|                                       |                                          |  |                  |                                       |  |  |  |  |  |  |  |                           |
|                                       | Jindřich Alfons z Hoyos-Sprinzensteinu   |  |                  |                                       |  |  |  |  |  |  |  |                           |
|                                       |                                          |  |                  |                                       |  |  |  |  |  |  |  |                           |
|                                       |                                          |  |                  | Maria von Schlabrendorf               |  |  |  |  |  |  |  |                           |
|                                       |                                          |  |                  |                                       |  |  |  |  |  |  |  |                           |
|                                       | Arnošt Karel z Hoyos-Sprinzensteinu      |  |                  |                                       |  |  |  |  |  |  |  |                           |
|                                       |                                          |  |                  |                                       |  |  |  |  |  |  |  |                           |
|                                       |                                          |  |                  | Karel Antonín Zichy                   |  |  |  |  |  |  |  |                           |
|                                       |                                          |  |                  |                                       |  |  |  |  |  |  |  |                           |
|                                       | Felicitas Zichyová                       |  |                  |                                       |  |  |  |  |  |  |  |                           |
|                                       |                                          |  |                  |                                       |  |  |  |  |  |  |  |                           |
|                                       |                                          |  |                  | Juliana Feštetićová z Tolny           |  |  |  |  |  |  |  |                           |
|                                       |                                          |  |                  |                                       |  |  |  |  |  |  |  |                           |
|                                       | Sophia z Hoyos-Sprinzensteinu            |  |                  |                                       |  |  |  |  |  |  |  |                           |
|                                       |                                          |  |                  |                                       |  |  |  |  |  |  |  |                           |
|                                       |                                          |  |                  | Jan Karel z Paaru                     |  |  |  |  |  |  |  |                           |
|                                       |                                          |  |                  |                                       |  |  |  |  |  |  |  |                           |
|                                       | Karel Boromejský z Paaru                 |  |                  |                                       |  |  |  |  |  |  |  |                           |
|                                       |                                          |  |                  |                                       |  |  |  |  |  |  |  |                           |
|                                       |                                          |  |                  | Marie Aloisie Guidobaldina z Cavriani |  |  |  |  |  |  |  |                           |
|                                       |                                          |  |                  |                                       |  |  |  |  |  |  |  |                           |
|                                       | Eleonora Ida z Paaru                     |  |                  |                                       |  |  |  |  |  |  |  |                           |
|                                       |                                          |  |                  |                                       |  |  |  |  |  |  |  |                           |
|                                       |                                          |  |                  | Jan I. Josef z Lichtenštejna          |  |  |  |  |  |  |  |                           |
|                                       |                                          |  |                  |                                       |  |  |  |  |  |  |  |                           |
|                                       | Ida Leopoldina Žofie z Lichtenštejna     |  |                  |                                       |  |  |  |  |  |  |  |                           |
|                                       |                                          |  |                  |                                       |  |  |  |  |  |  |  |                           |
|                                       |                                          |  |                  | Marie Josefa z Fürstenbergu-Weitry    |  |  |  |  |  |  |  |                           |
|                                       |                                          |  |                  |                                       |  |  |  |  |  |  |  |                           |